# Hoplismenus axillatorius
Hoplismenus axillatorius är en stekelart som först beskrevs av Carl Peter Thunberg 1822.  Hoplismenus axillatorius ingår i släktet Hoplismenus och familjen brokparasitsteklar. Arten är reproducerande i Sverige. Utöver nominatformen finns också underarten H. a. insulator.